# 沈忠厚
沈 忠厚（しん ちゅうこう、1928年2月13日 - 2021年2月5日）は、中華人民共和国の工学者。中国工程院院士。

## 経歴
1928年2月13日、四川省大竹県で生まれる。1947年9月、重慶大学砿冶系に入学した。1951年9月を卒業。1951年から母校講師、1962年同助教授、1983年同教授。1957年1月に中国共産党入党。1987年11月から1988年2月テキサス大学オースティン校・スタンフォード大学訪問学者を務めた。1991年2月から1991年9月日本東北大学訪問学者を務めた。2021年2月5日、北京市で病気のため死去した。92歳。

## 栄典
- 2001年、中国工程院院士。